# Bubacarr Bah
Pour les articles homonymes, voir Ba (nom de famille).
Bubacarr Bah est un mathématicien gambien, président du département de science des données à l'Institut africain des sciences mathématiques (AIMS). Il est professeur adjoint à l'université de Stellenbosch et membre du conseil consultatif externe des technologies avancées de Google.

## Enfance et formation
Bah est né en Gambie. Il étudie les mathématiques à l'université de Gambie et y obtient son diplôme summa cum laude en 2004,. Il obtient une maîtrise ès sciences (MSc) de l'université d'Oxford, où il étudie la modélisation mathématique en tant qu'étudiant de troisième cycle au Wolfson College d'Oxford,. Il rejoint l'université d'Édimbourg, où son doctorat porte sur la détection compressée sous la supervision de Jared Tanner,. Il est membre du chapitre étudiant de la Society for Industrial and Applied Mathematics (SIAM). Ses travaux sur les matrices gaussiennes sont récompensés par le prix du meilleur article étudiant du SIAM,.

## Recherche et carrière
Entre 2012 et 2014, Bah est chercheur postdoctoral à l'École polytechnique fédérale de Lausanne, où il poursuit ses recherches sur la détection comprimée. Il est membre du Laboratoire des systèmes d'information et d'inférence.
En 2014, Bah rejoint l'université du Texas à Austin, où il travaille sur le traitement du signal, l'apprentissage automatique et les stratégies d'échantillonnage des données de grande dimension,. Il développe une matrice de réduction de dimensionnalité qui utilise des intégrations bi-lipschitziennes, qui peuvent exploiter la redondance des données ,,.
En 2016, Bah est nommé titulaire de la chaire allemande de mathématiques à l'Institut africain des sciences mathématiques (AIMS), soutenu par la Fondation Humboldt. Cette position est bien accueillie par la communauté AIMS, qui estime que l’Afrique a besoin d’une meilleure infrastructure de science des données . Il est responsable de la connexion de l'AIMS en Afrique du Sud avec les universités d'Afrique centrale et allemandes. Depuis 2019, la Fondation Humboldt soutient cinq chaires dans les centres AIMS. Il occupe un poste conjoint à l'université de Stellenbosch, où il travaille sur la théorie de l'information et l'apprentissage profond,.
En mars 2019, Bah est nommé au conseil consultatif externe des technologies avancées de Google, un groupe d'experts qui examineront les principes d'intelligence artificielle (IA) de Google.